# Tudatos Vásárlók Egyesülete
A Tudatos Vásárlók Egyesülete egy olyan közhasznú, nonprofit szervezet, mely az etikus, környezetileg és társadalmilag tudatos vásárlást, életmódot népszerűsíti. Céljuk, hogy kiemeljék az egyéni választás, az egyén felelősségét a fenntartható fogyasztás megvalósulásában. Kiadványokkal, közösségi programokkal és kutatásokkal, terméktesztekkel ismeretterjesztő kampányokkal, kihívásokkal segítik e cél elérését, valamint érdekérvényesítő, nyomásgyakorló és közösségépítő tevékenységet is folytatnak. Ezen túl, tudásbázisaikkal, webinárjaikkal és a Tudatos Vásárlók applikációval is segítik, hogy a fenntartható megoldások a mindennapi életvitelben meghonosodhassanak. 

## Főbb projektek, kampányok

### Tudatosvasarlok.hu magazin
A Tudatos Vásárló magazint nyomtatott formában 2004 és 2011 között jelentette meg a Tudatos Vásárlók Egyesülete. A magazin a tudatos vásárlás témakörében adott tippeket, tanácsokat a fogyasztóknak, de szakcikkek, kutatások eredményei is megjelentek benne, valamint könyv-, program- és linkajánló is helyet kapott benne. A magazin 2500 példányban jelent meg, és országszerte kapható volt az újságárusoknál, emellett internetes formában is elérhető 2003 óta. Összesen 25 szám jelent meg belőle, 2012. januárja óta csak online formában elérhető, cserébe hetente jelennek meg rajta friss hírek, tudásanyagok, teszteredmények, felhívások és még sok egyéb hasznos információ. 

### Ökokörök
Az ÖkoKörök egy globális kezdeményezés része, a program keretét jelentő EcoTeams programot a Global Action Plan International (GAP) nevű nemzetközi civil szervezet dolgozta ki és koordinálja 1990 óta. Eddig húsz országban vezették be és fejlesztették tovább, több milliónyi embert mozgatva meg és indítva el a változás útján. A Tudatos Vásárlók Egyesülete 2010-ben kezdte el a módszertan hazai kipróbálását és adaptálását a Közép-Magyarországi Energia és Operatív Program támogatásával. Végül az ÖkoKörök program 2011. februárjában indult el Magyarországon. 2021-től már két témában is működnek ÖkoKörök: Tiszta Otthon az otthoni vegyszermentes takarítás elősegítésére és az ÖkoKör Kamra a fenntartható konyhai és táplálkozási megoldások népszerűsítésére. 2025-től a program tovább bővült az Egyszerűbb Élet ÖkoKörrel, illetve cégek, intézmények saját csoportok indításához is kaphatnak támogatást.  
A kezdeményezés célja a háztartások „zöldítése": a háztartások fenntarthatóbbá tétele környezeti terheinek csökkentésével, illetve társadalmi részvételük és tudatosságuk fejlesztésével, gyakorlati segítségnyújtással. Az ÖkoKörök a gyakorlatban kis munkacsoportokat, tanulóköröket jelent. Egy-egy kör öt-tíz résztvevőből áll, akik hat héten keresztül járnak össze, hogy hétről-hétre különböző környezettudatos fortélyokat tanuljanak meg, próbáljanak ki és gyakoroljanak be.

### Tudatos Vásárlók Terméktesztek
Az Egyesület azon céljához, hogy konkrét javaslatokkal támogasson mindenkit a fenntartható, azaz környezetbarát és etikus fogyasztás és életmód kialakításában, 2015 óta termékteszt eredményeket publikál. 2017-ben csatlakozott a nemzetközi, jelenleg 37 fogyasztóvédelmi szervezetet tömörítő ICRT (International Consumer Research & Testing) hálózathoz, mely azért jött létre, hogy terméktesztjeivel és kutatásaival objektív, gyártóltól mentes termékinformációhoz juttassa a fogyasztót. A Tudatos Vásárlók Egyesülete mindennapi használatot modellező, akkreditált laboratóriumi teszteket publikál, nemzetközi szabványok és módszertan alkalmazásával végzett mérései hitelesek és összehasonlíthatók. Több mint 50 termékkategóriában (többek közt kis- és nagy háztartási gépek, babaápolási termékek, szolgáltatások), mintegy 3000 adatlapot böngészhet, aki éves vagy féléves tagsággal rendelkezik.  

### Tudatos Vásárlók a Közösségi Mezőgazdálkodásért
Az Egyesület indulásuk óta képzésekkel és népszerűsítéssel támogatja itthon a közösségi gazdaságok (Community- Supported Agriculture, CSA) indulását, fejlődését, bővülését. Évről évre a módszer adaptálását segítő képzésekkel, mentorálással, illetve a gazdák és érdeklődők egymásra találását segítő térképpel és rendezvényekkel segíti a helyi, szezonális zöldség és növényfogyasztás terjedését. A hagyományosan évente februárban általuk megrendezett Közösségi Mezőgazdálkodás Ünnepe (2025-től Közös Termés Ünnepe) a gazdák és érdeklődők találkozásának kedvelt színhelye, ahol előadásokkal és workshopokkal színesített program várja a több száz résztvevőt.  

### További projektek

#### Tox Free Life for All - a vegyszermentes hétköznapokért
Nemzetközi szervezetekel együtt dolgoznak azon, csökkenjen a fogyasztók káros vegyi anyag kitettsége. Az öt partnerszervezet közösen tesztel (eddigi tesztek: alsóneműk, cumik), egyeztet döntéshozókkal, kampányokat és petíciókat indít és a fogyasztókat segítő oktatási programokat hoz létre. Az együttműködést a Tudatos Vásárlók Egyesülete kezdeményezte és vezeti.  A résztvevő partnerszervezetek: szlovák Arnika , a szlovén ZPS , az osztrák VKI  és a cseh dTest.

### Tudatos Vásárlók Applikáció
Tudatos Vásárló mobil applikáció 2021-től érhető el. A kezdeti háztartási vegyi áru adatbázis után az évek során több ökocímkés termékkategóriával (pl. női higiéniai termékekkel, háztartási papírárúval stb), pálmaolaj mentes és bio élelmiszerekkel bővült az app.    Letöltése után bárki már ott, a boltban, vagy otthon a flakonnal a kezében egyszerűen el tudja dönteni egy adott tisztítószerről, hogy használatával mennyit árt(hat) magának, családjának és a Földnek. Az alkalmazásban 3 színű pontrendszer, termékinformációk, tippek és kihívások segítenek abban, hogy az egészségileg és környezetileg legbiztonságosabb háztartási vegyszereket használjuk. Az élelmiszereknél abban segít, hogy a fenntarthatóbb és hiteles minősítéssel rendelkező termékeket könnyebben kiválaszthassuk.

## A tudatos vásárlók 12 pontja
Az alábbi 12 pontban fogalmazták meg, hogy hogyan lehet minél egyszerűbben minél környezetkímélőbben fogyasztani:

## 1. A pénzed szavazat
Te döntöd el, mit és kit támogatsz. Nem kell támogatnod a kizsákmányolást, a gyermekmunkát, környezetszennyezést, a káros és felesleges dolgok tömeges gyártását.  

## 2. A kevesebb több!
A mennyiség helyett a minőségre figyelj! Kevesebb vásárlás, kevesebb fűtés és hűtés, kevesebb autózás, kevesebb utazás – és fellélegzik a természet. 

## 3. Írj listát!
Vásárlás előtt írd össze, mire van szükséged. A nagy üzletek profi módszerekkel csábítanak felesleges pénzköltésre. Ne hagyatkozz ‘polctrükkökre’. 

## 4. Helyben, helyit
Vásárolj közvetlenül a gazdától, piacon vagy helyi kisboltban. Kutasd fel a jó helyeket. Támogasd a helyi termelőket, kisiparosokat, gyártókat. Válaszd a szezonális élelmiszert. 

## 5. Mondj nemet a csomagolásra!
Vigyél magaddal táskát/szatyrot, ne fogadj el zacskót. Válaszd a csomagolásmentes vagy fenntarthatóan csomagolt árut, a visszaváltható, illetve újrahasznosított csomagolást.  

## 6. Egyél klímabarát módon!
A hús és tejtermékek lényegesen jobban terhelik bolygónkat a növényi élelmiszereknél. Egyél több zöldséget, kevesebb húst, iktass be hetente vega vagy vegán napokat! 

## 7. Láss tisztán!
Tanuld meg, hogyan hatnak a reklámok. Ne dőlj be a vonzó külsőnek, láss át a szitán, ha túlfogyasztásra ösztönöznek. Így tudsz majd tényleg ellenállni. 

## 8. Olvasd el a címkét!
Keresd a fenntartható és etikus termékeket tanúsító címkéket. Ne tévesszen meg a zöld szín és a sok kamu logó. Csak a hiteles minősítéseknek higgy, hogy tudd, mit vásárolsz.  

## 9. Erőszakmentes jólét
Válassz olyan termékeket, amelyeket állatkínzás nélkül tesztelnek, amelyeket természetes élőhelyeik károsítása nélkül készítenek el. 

## 10. Használd, amíg bírja!
Kerüld az eldobható dolgokat, ezek tömeges előállítása és kidobása energiapazarlással és környezetszennyezéssel jár. Vegyél használtat, ha elromlott, javíttasd.  

## 11. Nem mindegy!
Ha nincs is tökéletes megoldás, keresd mindig a jobbat. Jelezd a cégeknek: fontos a fenntartható és etikus működés. Ha többen mondjuk, komolyan veszik. 

## 12. Közösen könnyebb
Sose gondold, hogy céljaiddal egyedül vagy! Csatlakozz kihívásainkhoz, tagságunkhoz, zöldülő közösségekhez, mert együtt, kis lépésekkel nagyot tudunk változtatni.